# Distretto di Asakura
Il distretto di Asakura (朝倉郡, Asakura-gun?) è uno dei distretti della prefettura di Fukuoka, in Giappone.
Attualmente fanno parte del distretto i comuni di Chikuzen  e Tōhō.
| Controllo di autorità | VIAF (EN) 258771016 · NDL (EN, JA) 00641430 |